# Violet wasviltje
Violet wasviltje (Helicobasidium brebissonii) is een schimmel die behoort tot de Basidiomycota. De ongeslachtelijke (anamorfe) vorm staat bekend onder de wetenschappelijke naam Tuberculina persicina (synoniem: Rhizoctonia crocorum).
De teleomorfe vorm van de schimmel leeft als saprofyt in de grond, maar tast ook de wortels van vele gewassen aan, zoals wortelen, witlof, cichorei, suikerbieten, aardappelen, asperges, koolraap, knolselderij, peterselie, pastinaak, rode biet, tuinboon, klaver en luzerne. Op de wortels ontstaat een donkerviolette, viltige schimmellaag waarna deze aan de buitenkant door secundaire aantasting van andere organismen gaan rotten. Ook op onkruiden, waaronder melganzevoet en perzikkruid, kan de schimmel voorkomen. Vooral bij wateroverlast kan aantasting optreden. Verder komt de schimmel voor op stammen, wortels en schors van bomen en struiken, vooral dicht bij de grond. De basidia worden in het voor- en najaar gevormd.
Het vruchtlichaam van violet wasviltje verschijnt als een viltige of vliezige korst op het oppervlak van zijn gastheer. Het hymenium is roze-violet tot viltig violet-bruin en heeft geen rizomorfen. Het vruchtlichaam kan vaak het gehele oppervlak van de gastheer bedekken.
De 5-7-(9,5) µm dikke schimmeldraden zijn cilindrisch en hebben geen gespen. Aan hun uiteinden vormen zich twee- tot viercellige, 18-26 × 6-8 µm grote  protobasidia. De basidia zijn gebogen in de vorm van een wandelstok of een slak. De dunwandige, gladde, geen zetmeel bevattende basidiosporen zijn ellipsvormig en zijn 9–12,5×5–6,5 µm groot. De schimmeldraden van het subcuticulum zijn licht lila en bijna doorzichtig.

Helicobasidium brebissonii sexsuele vorm op berk
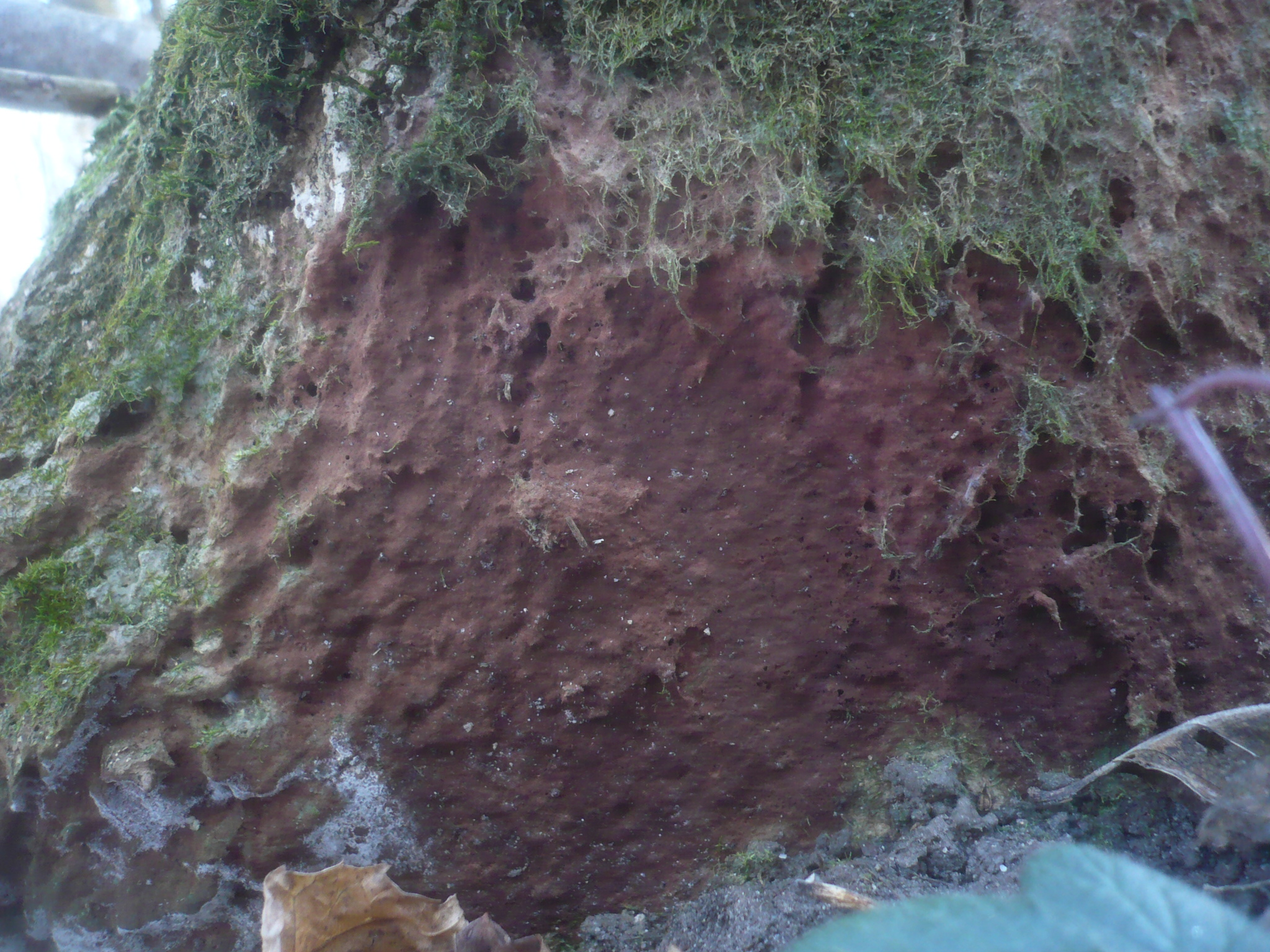
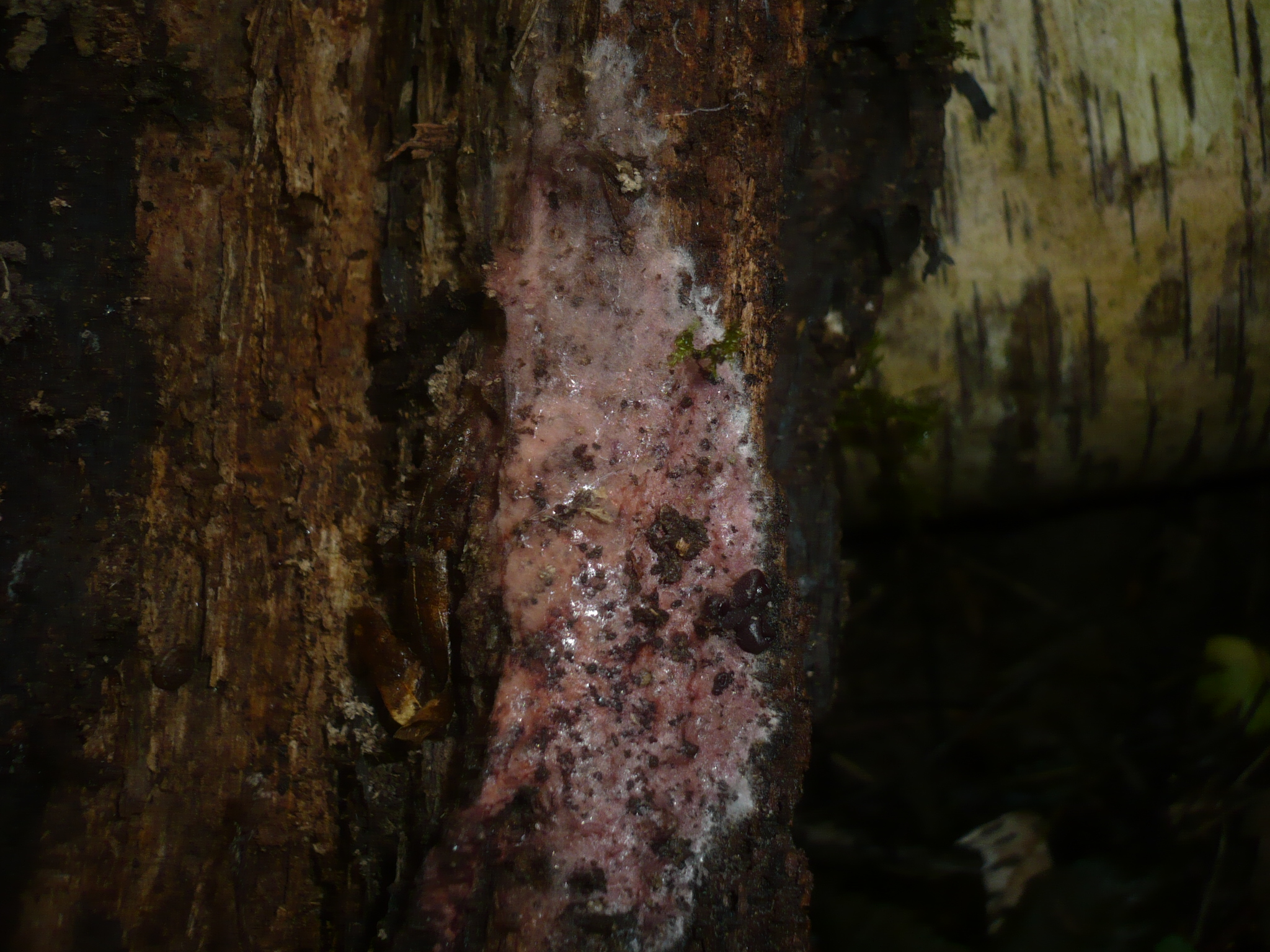

## Soorten
Volgens National Center for Biotechnology Information van 23 sept. 2011:
- Helicobasidium purpureum
  - Helicobasidium purpureum I
  - Helicobasidium purpureum II

## Synoniemen
- Corticium sanguineum var. lilacinum,
- Helicobasidium purpureum,
- Hypochnus purpureus,
- Protonema brebissonii,
- Rhizoctonia asparagi,
- Rhizoctonia crocorum,
- Rhizoctonia medicaginis,
- Rhizoctonia rubiae,
- Rhizoctonia violacea,
- Rhizoctonia violacea f. dauci,
- Sclerotium crocorum,
- Thanatophytum crocorum,
- Tuber parasiticum.